# Leptocerina ophidium
Leptocerina ophidium är en nattsländeart som beskrevs av G. Marlier 1965. Leptocerina ophidium ingår i släktet Leptocerina och familjen långhornssländor. Inga underarter finns listade i Catalogue of Life.